# Советская шиншилла
Советская шиншилла — порода кроликов; разводятся кролиководами на мех на фермах во многих странах.

## История
В 1927—1928 годах в СССР были завезены кролики - американские мелкие шиншиллы, имевшие густой и хороший мех, мелкие по размеру и массе. В результате скрещивания с различными породами крупных кроликов и длительного направленного отбора и подбора в условиях хорошего кормления, ухода и содержания значительно повысился их живой вес до 5 кг.
В 1963 году в СССР утверждена новая отечественная порода кроликов советская шиншилла, при выведении которой селекционеры применяли отбор, подбор и направленное выращивание гибридов, полученных от скрещивания зайцеобразных мелкая шиншилла из Франции и кроликов породы белый Великан.
Порода создана коллективами кролиководов зверосовхозов «Анисовский» Саратовской области и «Черепановский» Новосибирской области и кролиководческой фермы опытно-производственного хозяйства НИИ кролиководчества (ныне НИИПЗК — Научно-исследовательский институт пушного звероводства и кролиководства), созданным в 1932 году.

## Описание породы

### Конституция
Советская шиншилла обладает крепким телосложением, крупными размерами, густым волосяным покровом и превосходным качеством шкурки, которая ценится за оригинальный неоднородный окрас, хорошую опушённость и размеры. По величине тела относится к крупной породе. Животное отличается выносливостью (хорошо приспособлены к смене климата и кормам разных районов) и скороспелостью.
Туловище компактное, длиной 60-70 см, индекс сбитости — 56—64 %; обхват груди — 37—44 см; костяк крепкий; грудь широкая и глубокая; у отдельных животных имеется небольшой подгрудок; спина слегка округлая; крестец и поясница удлиненны и хорошо развиты; круп широкий и округлый; ноги крепкие и прямые, хорошо омускуленные. Голова небольшая с прямостоячими ушами средней величины.

### Мех, шкурка
Основной тон окраса их волосяного покрова — серебристая и тёмно-серебристая с голубоватым оттенком, передающимся кончиками остевых волос (вуаль) и белым кольцом на ости (зональный волос). Брюхо, низ хвоста и внутренняя сторона конечностей почти белые, чёрная кайма на ушах и верхней части хвоста, глаза окружены светлой каймой, на затылке — светлый клин. Глаза вишнево-коричневые, бывают голубые.
Генотип окраски — Cchi CchiBBDDEEAA.

## Разведение
Плодовитость породы средняя, крольчихи за окрол приносят 7—8 крольчат; молочность высокая — 184—207 г молока в сутки.
Порода характеризуется высокой интенсивностью роста в раннем возрасте: при рождении весит 75 грамм, в возрасте 60 дней достигает живой массы 1,8 кг, 90 дней — 2,5—2,8 кг, 105 дней — 2,5—3,0 кг, 120 дней — 3,5—3,7 кг; вес взрослых кроликов — 5 кг, рекордистов — 7—8 кг. Убойный выход в 120-дневном возрасте равен 56—63 %: на 1 кг прироста живой массы молодняк в возрасте 60—90 дней затрачивает 3-4 кг кормовых единиц.
Советскую шиншиллу разводят в крольчатниках, она представляет ценность как мясо-шкурная порода, — убойный выход в 120-дневном возрасте составляет 56—63 %.
Ведущим племенным хозяйством по породе Советская шиншилла является ферма НИИПЗК (Раменский район Московской области), которая ежегодно реализует 10—15 тыс. голов, также, племенные кролики этой породы выращиваются в зверосовхозах: «Бирюлинский» (Высокогорский район ТАССР), «Анисовский» (Энгельский район Саратовской области), «Черепановский» (Черепановский район Новосибирской области), «Знаменский» (Торопецкий район Калининской области), «Северинский» (Тбилисский район Краснодарского края), «Лесной» (Бийский район Алтайского края), «Красноярский» (Емельяновский район Красноярского края) и многих других хозяйствах.

## Использование
Шкурки используются для производства меховых изделий в натуральном виде, без покраски, иногда имитируют под мех грызуна шиншиллы. Среднее число волос у животных породы советская шиншилла почти на 50 % больше, чем с исходными животными, по густоте покрова животное занимает одно из первых мест среди других пород кроликов. Обычно шкурки идут на изготовление шуб, воротников и шапок.